# (2714) Matti
Pour les articles homonymes, voir Matti.
(2714) Matti est un astéroïde de la ceinture principale.

## Description
(2714) Matti est un astéroïde de la ceinture principale. Il fut découvert le 5 avril 1938 à Turku par Heikki A. Alikoski. Il présente une orbite caractérisée par un demi-grand axe de 2,24 UA, une excentricité de 0,20 et une inclinaison de 6,1° par rapport à l'écliptique.

## Compléments